# 朝鮮漢字
韓國漢字（：／ hanja，發音：[ha(ː)ntɕ͈a]），也稱韓文漢字或韓國漢字，是韓語中使用的漢字，通常用來書寫由漢語、日語傳入的漢字詞。如今使用頻率已很低，都轉由諺文書寫。
漢字教育由於時代的變遷而不同，戰後兩韓政府以諺文作為國家官方文字，並逐漸停用漢字，朝鮮民主主義人民共和國完全停用漢字，而大韓民國會在名字、重要節日及場合中使用，同時在諺文消歧義時會使用漢字並記。今日不能讀寫漢字的韓國民眾也很多，年輕人尤甚。韓國漢字字形大約相同中国大陆的繁体字、香港澳門的常用字、中華民國的正體字、日本的舊字體，惟少數字形有異，如（曹）。

## 字音

### 訓讀
“韓國漢文教育用漢字1800”中收錄的大部分漢字皆有其對應的音讀和訓讀音，比如“水”音讀“수”，訓讀“물”。朝鮮語漢字訓讀音發達，這是由於在諺文面世以前，漢字一直用於紀錄上古和中古朝鮮語，因此除了紀錄音讀的漢字詞還必須表記韓語固有詞，所以借漢字音表記這些詞彙的現象十分普遍。但是，在朝鮮世宗創制諺文以後，韓語訓讀漢字的趨勢急速衰落，尤其是近代以來，漢字一般僅用於學術場合或是講解詞源，所以經常有人誤以為韓語中漢字不存在訓讀。然而，少數漢字的訓讀得以保留到現代，例如表示“海角”的“串”（곶），表示“生鐵”的“釗”（쇠）等，這些漢字在中文裡最初並沒有這些意義，而是類似於日本和訓的“韓訓”。
以下是來自中古朝鮮語的幾個例子，附有現代朝鮮語譯文：

#### 《養蠶經驗撮要》
原文：
漢文寫法：蠶為陽物，因而厭卻水氣，喫破桑葉，而不飲水。
吏讀文（下劃線部份爲吏讀，括號內爲漢語直譯，語序有變化）：
吏讀部分替換爲諺文（現代式拼法）：
對訓讀的漢字也標註：

#### 《壬申誓記石》
原文：
漢文寫法：記二人並誓　誓於天前　自今三年以後　執持忠道　誓無過失
朝鮮文：
韓漢混用文：
對訓讀的漢字也標註：

### 音讀
韓語中漢字音保留了中古音的入声体系。但是，破裂音/-t̚/變化為流音/-l/。例如：一（일, il）、八（팔, pal）。漢語中雙韻母變為单韻母，例：愛（애）/aɪ/ (ai)→/ɛ/ (ae)。
朝鮮民主主義人民共和國以平壤音（事實上是開城音）为標準，而大韓民國以首爾音為標準，所以南北韓語在語音方面有一定的差異。相較于北方韓語，南方韓語中諺文的發音由於所處的位置和周圍章節的影響會發生變化，對於漢字詞，則有一些特別的規則。比如鼻音/n/（ㄴ）後接元音/-i-/和半元音/j/位於音節的語頭時，/n/會脫落。例如：少女讀作소녀(/sonjʌ/)，而女子則為여자（/jʌdʑa/）。另外，ㄹ（/ɾ/）位於音節頭時，變為鼻音ㄴ（/n/）的頭音規則。例如：樂園（락원）/ɾagwʌn/→낙원（/nagwʌn/）、老人(로인)/ɾoin/→노인（/noin/）。當頭音規則應用於母音/i/和半元音/j/面前，則輔音脱落，只保留元音。例如：理由（리유）/ɾiju/→이유（/iju/）、李（리）/ɾi/→이(/i/)，旅行（려행）/ɾjʌhɛŋ/→여행（/jʌhɛŋ/）。

## 同音字
韓語中很多单词源于汉语单词，这其中又有很多发音相同，仅仅使用谚文书写，若无上下文，可能导致无法直接确切地把握其含义或者误解，这是韩国汉字推进派主张复兴汉字的一大原因，例如韓語（sudo）对应的汉字词如下（左為韓國漢字，右為中文解釋）：
1. ：修練
2. ：授受
3. ：囚徒
4. ：水城（例如蘇州和威尼斯）
5. ：水稻
6. ：供排水系統（包括上水道、下水道等）
7. ：隧道
8. ：首都
9. ：（跆拳道中的）手刀

## 字体
朝鲜半岛使用傳統漢字，只是有些字的寫法和旧字形、中國大陸規範漢字、台灣國字標準字體不同。這是因為朝鲜半岛直到近代都直接使用漢字，正史皆使用漢文，統治階層以使用當地諺文為恥，文字、文學等方面皆效仿中國歷代王朝，漢字也直接使用中國傳統上的正統傳承字形。
很多字的正字與俗字的认定与漢語系國家以及日本亦不同，如用而不用、用而不用。另如，「裴」在韓國以為正字，但是華語系國家和日本以「裴」為正，以為異體字；此外，一些异体字在朝鲜半岛演变分化出了与日本及华语圈迥然不同的用途，如“曹”的异体字“曺”一般用于朝鲜半岛的人名（如“／”），而本字则用于其他汉文化圈国家的人名（如“／”）以及各种名词（如“／”）。
| 朝鮮漢字   |  |  |  |  |  |  |  |  |  |  |  |  |  |  |  |  |  |  |  |  |  |  |  |  |  |  |  |  |  |  |  |  |  |    |  |  |  |  |  | 曺 |
| 正體字     |  |  |  |  |  |  |  |  |  |  |  |  |  |  |  |  |  |  |  |  |  |  |  |  |  |  |  |  |  |  |  |  |  | 研 |  |  |  |  |  | 曹 |
| 規範字     |  |  |  |  |  |  |  |  |  |  |  |  |  |  |  |  |  |  |  |  |  |  |  |  |  |  |  |  |  |  |  |  |  | 研 |  |  |  |  |  | 曹 |
| 日本新字体 |  |  |  |  |  |  |  |  |  |  |  |  |  |  |  |  |  |  |  |  |  |  |  |  |  |  |  |  |  |  |  |  |  |    |  |  |  |  |  | 曺 |
| 朝鮮漢字   |  |  |  |  |  |  |  |  |  |  |  |  |  |  |  |  |  |  |  |  |  |  |  |  |  |  |  |  |  |  |  |  |  |    |  |  |  |  |  |    |
| 正體字     |  |  |  |  |  |  |  |  |  |  |  |  |  |  |  |  |  |  |  |  |  |  |  |  |  |  |  |  |  |  |  |  |  |    |  |  |  |  |  |    |
| 規範字     |  |  |  |  |  |  |  |  |  |  |  |  |  |  |  |  |  |  |  |  |  |  |  |  |  |  |  |  |  |  |  |  |  |    |  |  |  |  |  |    |
| 日本新字体 |  |  |  |  |  |  |  |  |  |  |  |  |  |  |  |  |  |  |  |  |  |  |  |  |  |  |  |  |  |  |  |  |  |    |  |  |  |  |  |    |

## 国字
「國字」指的是韓語自造的漢字，相当於日語和製漢字和越南語喃字。
| 国字                 | 中文讀音 | 諺文寫法 | 拉丁转写 |
| -------------------- | -------- | -------- | -------- |
| （「加」下加「乙」） |          |          | gal      |
| （「石」下加「乙」） |          |          | dol      |
| （「甫」下加「乙」） |          |          | bol      |
| （「沙」下加「乙」） |          |          | sal      |
| （「水」下加「田」） |          |          | dap      |
|                      |          |          | bu       |
|                      |          |          | pyeon    |
|                      |          |          | ppun     |

在谚文出现之前，“乙”就已被用来表记韵尾/-l/了，因此“乙”（을）和“ㄹ”在字形和读音方面的相似可能纯属巧合。此外，也有“ㄹ”来源于“乙”的假说。

### 略字

“無”的略字

韓國民間還出現過一些“略字”（韩语：／ yakja ?），例如在民間可簡寫為。
除了民间使用的略字以外，韩国文化部亦曾提出过汉字略字试行草案，意图效仿中日实行汉字简化，但以失败告终。

## 辭彙
韓語漢字詞大部分由中國传入，但也有一些是韓國自製的。同時，許多科學技術用語則是從日本传入，而且即使在日語裡使用訓讀的詞語，在韓語中也會轉用音讀。
下面列表是韓語常用漢字上跟中国不同的汉字詞彙：
| 中文 | 漢字 | 諺文 | 文觀部式  |
| ---- | ---- | ---- | --------- |
| 信   |      |      | pyeonji   |
| 禮物 |      |      | seonmul   |
| 賬單 |      |      | oesang    |
| 餐桌 |      |      | siktak    |
| 支票 |      |      | supyo     |
| 名片 |      |      | myeongham |
| 女傭 |      |      | singmo    |
| 學習 |      |      | gongbu    |
| 非常 |      |      | daedan    |
| 囚犯 |      |      | sudo      |
| 側房 |      |      | sarang    |
| 交易 |      |      | geolae    |
| 走廊 |      |      | bokdo     |

漢字順序和中文習慣不同的詞語：
| 中文     | 漢字 | 諺文     | 文觀部式   |
| -------- | ---- | -------- | ---------- |
| 设施     |      | 시설     | siseol     |
| 敏锐     |      | 예민     | yemin      |
| 朴素     |      | 소박     | sobak      |
| 安慰     |      | 위안     | wian       |
| 肃静     |      | 정숙     | jeongsuk   |
| 祖先     |      | 선조     | seonjo     |
| 蔬菜     |      | 채소     | chaeso     |
| 光荣     |      | 영광     | yeonggwang |
| 悲喜交加 |      | 희비가교 | huibigagyo |

從日本传来的日本漢字複合詞：
| 中文         | 漢字 | 日語            | 韓語              |
| ------------ | ---- | --------------- | ----------------- |
| 汽車         |      | jidōsha         | (jadongcha)       |
| 收費         |      | yūryō           | (yuryo)           |
| 股東         |      | kabunushi       | (juju)            |
| 氧           |      | sanso           | (sanso)           |
| 柴油         |      | keiyu           | (gyeongyu)        |
| 駕駛執照     |      | unten menkyo    | (unjeon myeonheo) |
|              |      | jitensha        | (jajeongeo)       |
| 號碼         |      | bangō           | (beonho)          |
| 德國         |      | doitsu          | (dogil)           |
| 氮           |      | chisso          | (jilso)           |
| 律師         |      | bengoshi        | (byeonhosa)       |
| 股份有限公司 |      | kabushikigaisha | (jusikoesa)       |

## 韓語中有其他意思的詞語
韓語有時會從一些中國成語精簡出一些詞語，形成韓語中獨有的詞彙：
| 漢語       | 日語 | 韓國漢字 | 諺文 | 出處                   |
| ---------- | ---- | -------- | ---- | ---------------------- |
| 催促、要求 |      |          | 촉구 | ？                     |
| 真心       |      |          | 정성 | 「精誠所至，金石為開」 |

## 韓語獨有漢字詞
- 吏讀
- 鄉札
- 口訣

## 文字戰爭

### 古代

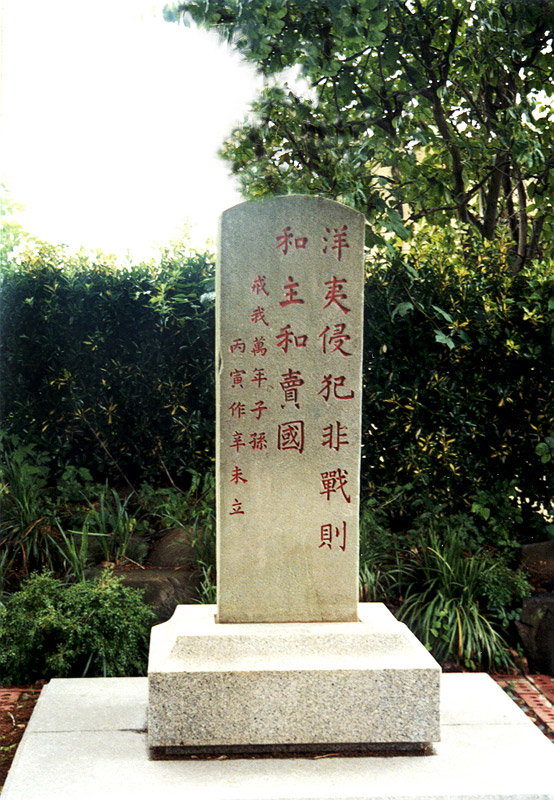
1871年朝鮮王朝後期兴宣大院君於釜山設置的斥和碑，以全漢字寫成

在朝鲜王朝時期，是否認識漢字為知識分子與普通人的界線，事實上當時的朝鮮貴族或是知識份子仍舊以漢字為尊，諺文淪落到只有地位低下的女性或是孩童使用，甚至該文字還曾遭到燕山君下令而被禁用過一段時間，直至該時代末期一部分朝鮮民族主義團體推動了訓民正音（諺文）的振興運動，此運動直到西元1910年8月22日日韓併合後才結束。

### 近代

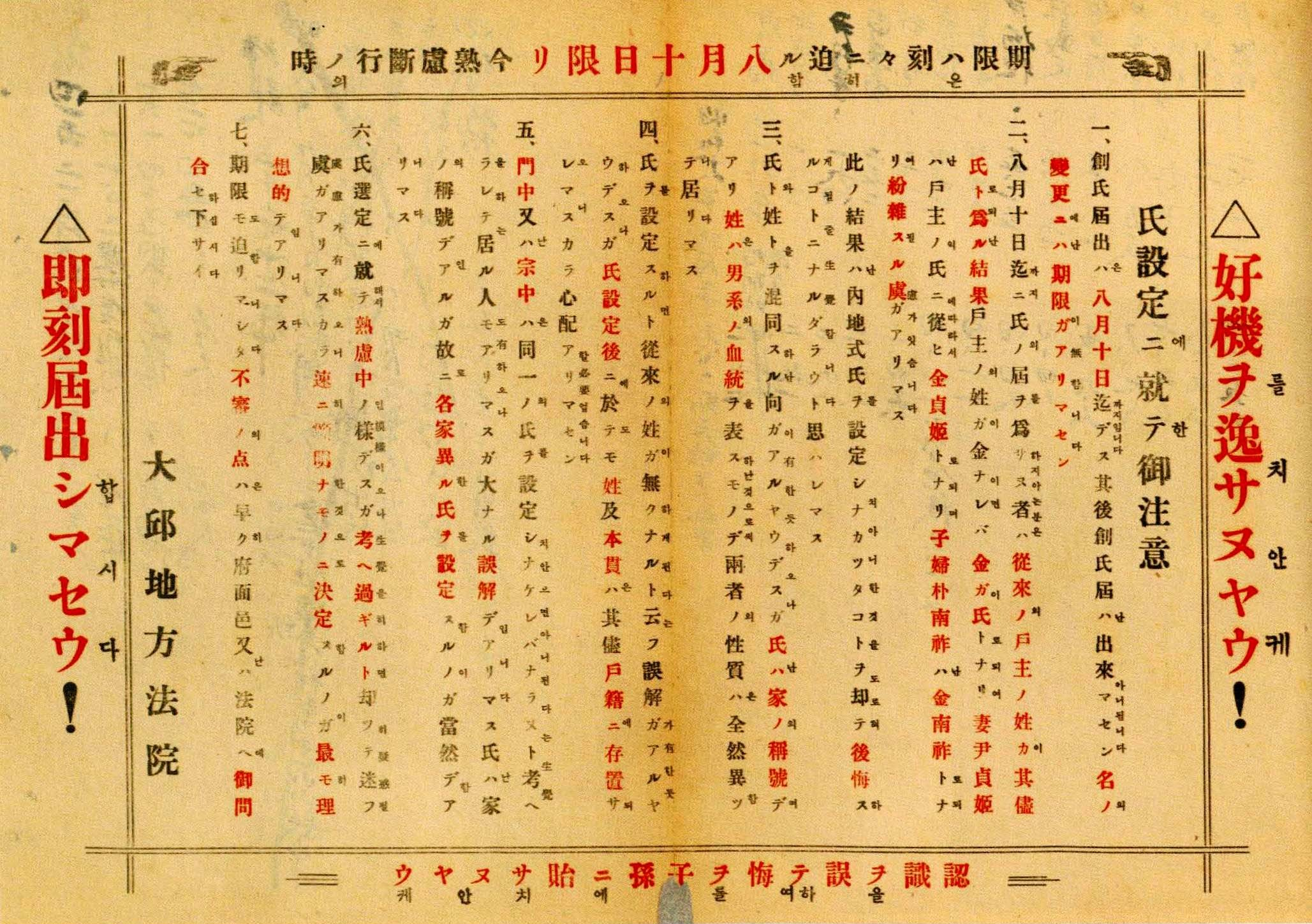
1940年日治時期大邱地方法院公佈創氏改名的公告，以日韓共同漢字書寫

在日本統治時代，總督府頒發的《朝鮮教育令》規定了一個星期中韓語的教育時數以使之普及，但韓語以及其文字並不具官方地位。此外，諺文在第二次世界大戰开戰後被禁止使用。

### 現代

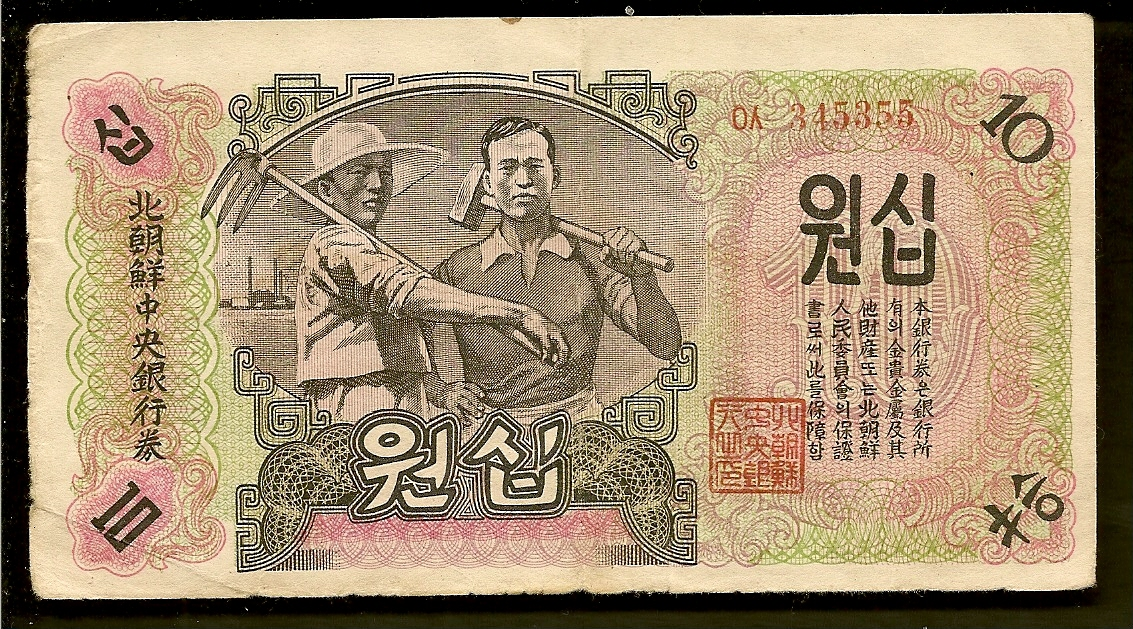
1947年朝鲜中央银行發行的10圓紙幣，仍寫有漢字

獨立後，由於朝鮮民族主義和脫漢運動的影響，兩韓對於日本漢字的使用與中國古代的冊封體制非常不滿，漢字被排斥，將諺文提昇為國家文字的聲音則逐漸高漲。
朝鮮民主主義人民共和國的法律完全不使用漢字，連人、地名的漢字表記法（如「平壤」）也被視為外語。
大韓民國1948年施行的《諺文專屬用途法》（簡稱：《諺文專用法》），是漢字被依法廢除的法律依據。法律全文如下：「大韓民國的公文必需使用諺文書寫。然而，在過渡期間，可以在諺文後方以括號形式插入漢字」。但公文的定義、過渡期間的定義、施行細則、違反者的罰則皆沒有明確規定。法律學家認為此法僅是一項宣示而非法律。
李承晚時代，仍在小學實行漢字教育。朴正熙則傾向廢止漢字，1970年發表漢字廢止宣言，小學完全廢除漢字教育。但是輿論強烈反對廢止漢字，1972年撤回漢字廢止宣言，中等學校以及高等學校的科目漢文（即漢字教育）復活。然而，由於漢文被列為選修科目、幾乎不需要考試、在現實生活中的不實用導致學生對於漢字沒有學習動機。另外，又禁止在小學階段進行漢字教育，私下進行漢字教育的小學老師會因為「不配合國家教育政策」被懲戒、免職等處分。
1980年代中期，韓國的報紙、雜誌等，開始逐漸降低漢字的頻率。這是因為幾乎沒接受漢字教育的世代（諺文世代）佔了多數，使得使用漢字的出版物無法出售。諺文專用派不是簡單地禁用漢字改用諺文，而是採取停止漢字教育以產生一個不認識漢字的世代的「安樂死」策略。
但是，因為韓語單詞之中近六成的單詞是漢字詞，使用諺文來理解文章脈絡難度較大。另外，抽象的學術用語不用漢字的話，要做到正確理解是非常困難的。在1990年代後期，完全不識漢字的世代剛剛形成，在自己的切身體驗和一連串的諷刺聲中，要求漢字復活的呼聲也越來越高。在1998年，當時的總統金大中發表漢字復活宣言。這次，在總統的指示下實現了道路標誌和火車站（韓國國鐵就是從那時候開始用漢字標站名）、公車站的漢字併記。但是，由於諺文專用派的抵抗也根深柢固，希望規定小學的漢字教育為義務教育與年輕人應用漢字於日常生活中的兩項訴求並未實現。因此，現在感受到漢字的必要性的國民只能透過付費讓自己的孩子在漢字補習班學習漢字。
諺文專用派的主張，以前是：「不是丟棄漢語，而是透過諺文來寫漢語。」（中心為：學會諺文）但它最近變成：「用原有的固有語言來翻譯所有學術用語。」（國語純化運動）。漢字復活派則主張：「如果確實地實行漢字教育，則全部的學術用語皆可直接理解。」而諺文專用派則以「掌握研究整體內容，就算不知道漢字，學術用語還是可以理解」反駁。但是諺文專用派也承認，中國的四字熟語和故事成語，如果你不知道漢字，則無法理解其中意涵。另外，賤出名將事件中的刻字如果使用漢字寫作，那麼結果也就會大不同。
獨立以來，在韓國持續不斷的文字爭論曾被《月刊朝鮮》稱作「50年文字戰爭」（截至1998年）。2005年，李在田的死去使得漢字復活運動的力量開始減弱，諺文專用派反撲。同年一月，國語基本法規定公文書的漢字以括弧使用，當法律制定後，總統令的力量變得有限。在那之後，漢字混用的法律改為諺文意譯，道路標識用漢字部分也被改為對象是中国大陆的簡體字。公車站的漢字併記也宣告中斷。
另一方面，也有韓國人肯定漢字教育所帶來的國際競爭力，同時彌補純諺文大量同音同字不足之處，與中國大陸、香港、日本、台灣及新加坡等地之間即可用筆談的方法來溝通。特別是近年來中國崛起的情況下，使得漢字地位大大的提高，並且越來越重要。
韓國政府曾计划從2011年開始，將漢字學習重新列入小學正規教育課程，並擬於2018年在小學3年級以上教科書推行漢字併記，但这项政策在文在寅政府上台以后已被悄然废止。
韓國教育課程評價院在的一份調查數據指出，韓國家長有89.1%支持恢復漢字教育；語文政策正常化促進會會長李漢東則表示，「小學、中學與高中排除漢字教育，這有必要改進。」他也談到，韓國2005年制訂的國語基本法具備違憲要素中，要求公文用韓文書寫，這項規定違反大韓民國憲法第9條：「傳統文化的繼承、發展與致力民族文化為國家義務」，要求恢復韓文與漢字混用。

## 國際漢字會議與漢字統一的動靜
1991年，由大韓民國主導的國際漢字會議首次召開會議。這個會議由中國大陸、台灣、日本、韓國以統一不同的漢字字體、訂制常用漢字字數與字體的標準化為目的而展開。雖然在會議的歷史中沒有很大的動作，但有報導指出2007年11月於北京召開的會議中決定以「正字」（臺灣、香港的繁體字與日本的舊字體。儘管三者之間亦有不少差別）為中心，統一訂字5000-6000字字體的「標準字」。但是又有另一個報導指出「中華人民共和國教育部否定有這個事情」。

## 現今的使用狀況

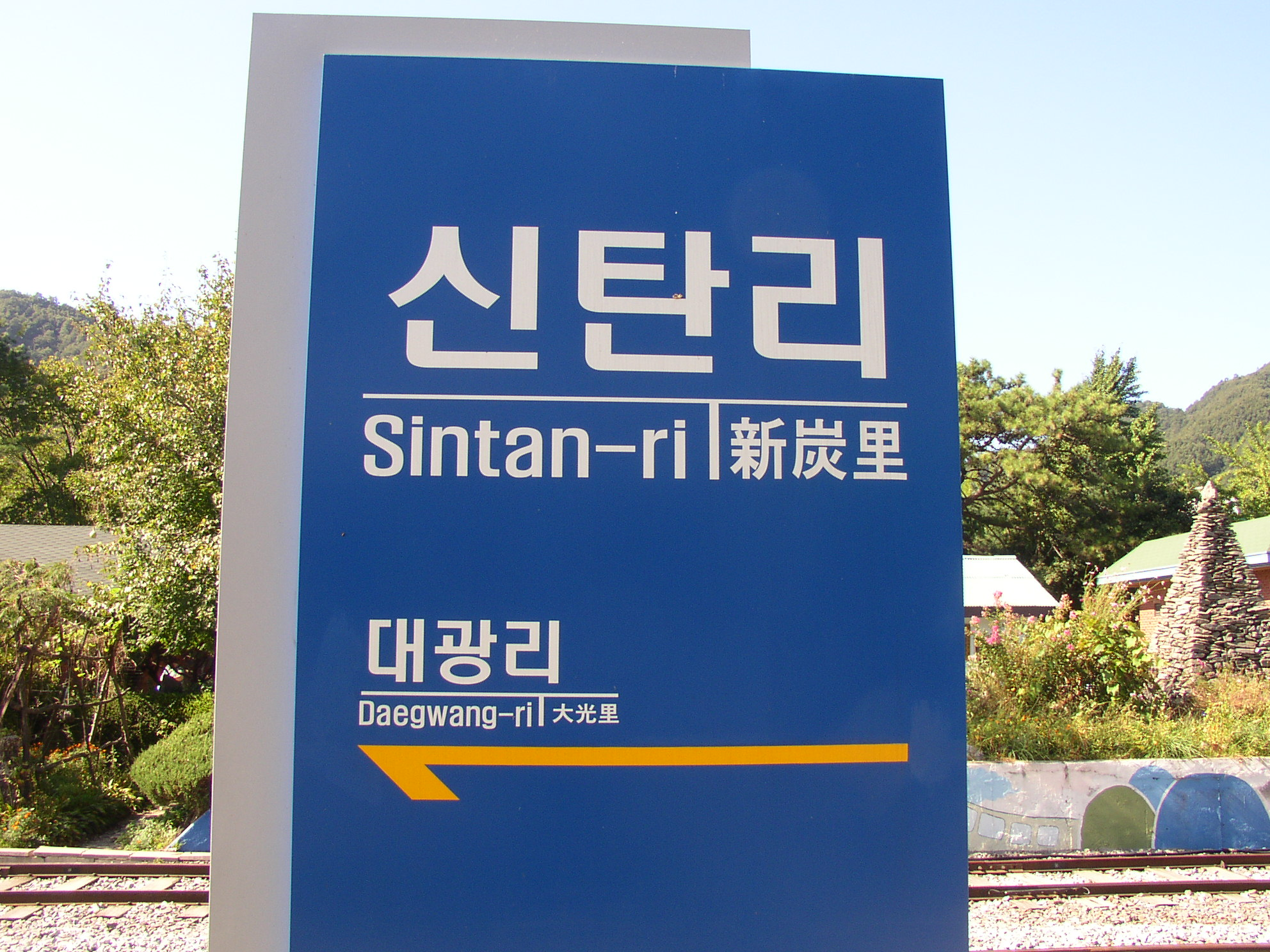
新炭里站的站名牌，同時以漢字及諺文標示

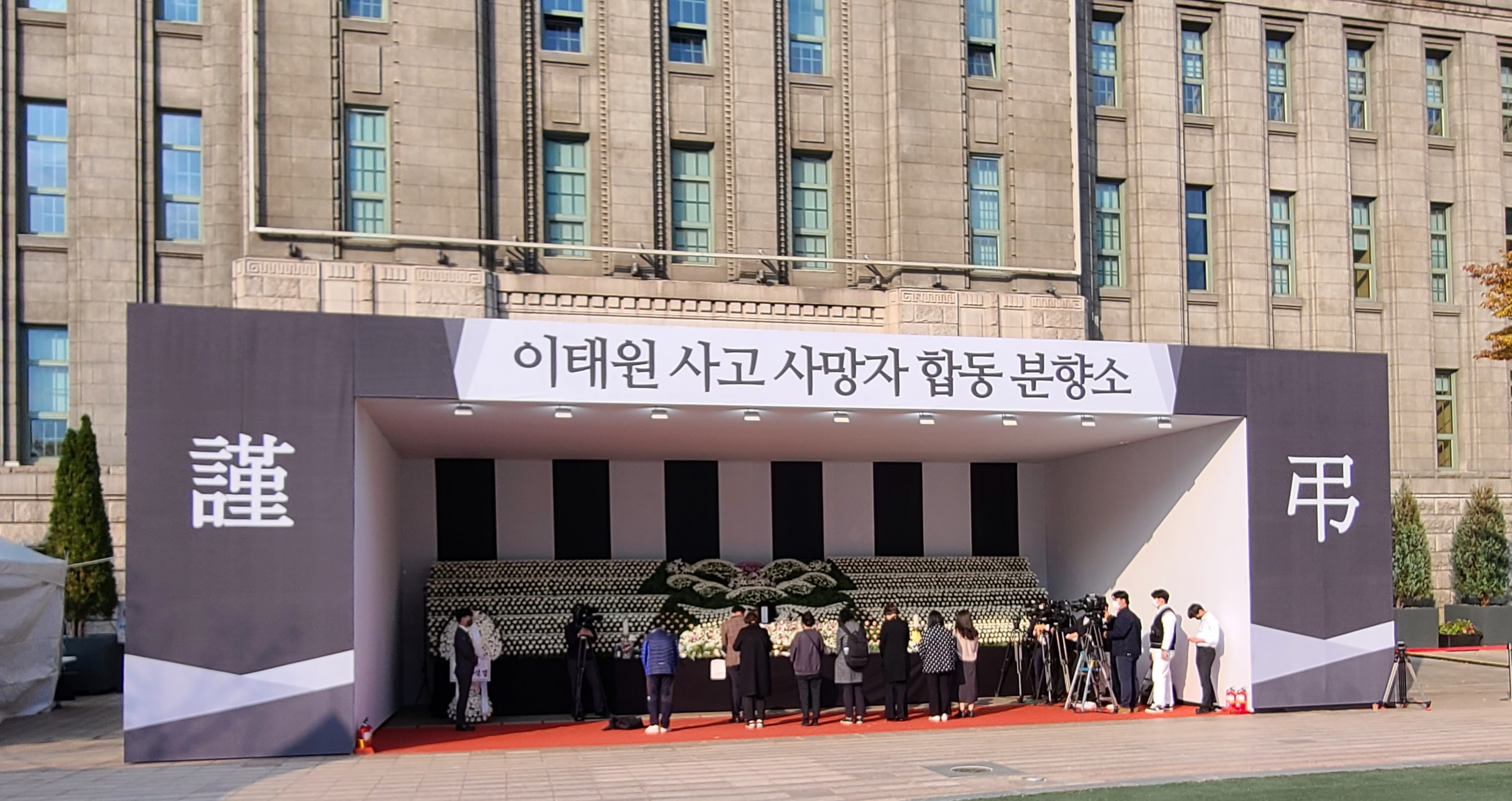
2022年首爾市政廳前悼念梨泰院人踩人事故死者的靈堂，寫有漢字「謹」和「弔」

现今在朝鲜半岛，汉字已基本退出历史的舞台。在朝鲜已鮮有现代文中出现汉字（即使是在括号中）的现象。然而，朝鲜仍在KPS 9566中编入了4,653个常用朝鲜汉字。另外，6年中等教育的课程中有“普通教育用汉字”2,000字，大学课程中还有1,000字的课程。朝鲜中央通信社、朝鲜新报对中日两国发布的消息仍有需要用汉字表记人名地名。朝鲜建国55周年庆典上还有一辆花车装饰有朝鲜人民欢迎金日成的场景，其中有用汉字书写金日成的横幅。
而在韓國，雖然漢字使用量不多，但一些廣告中曾使用漢字，如「春」、「原」；還有一些公司名亦使用漢字，如朝鮮日報、東亞日報、江原日報；全國的車站也都有列明漢字名——雖然大多人也誤會這些漢字是給漢語和日語使用者看的，但其實它們使用的是朝鲜汉字，還有一些是混雜著韓文的韓漢混用文；傳統節日和正式場合也會用到漢字出現，如喪禮或祭祀時，敬輓多以漢字書寫「故」、「弔」等；開店祝賀花籃或是藝文展覽上也常使用諸如「祝發展」等漢字。另外，在擁有極多專有名詞的醫學和法律書籍上，也仍然可以看到許多漢字註解。而且，韓國的一個高人氣美容整形節目也直接用「LET美人（렛미인）」命名。